# Remington Rand

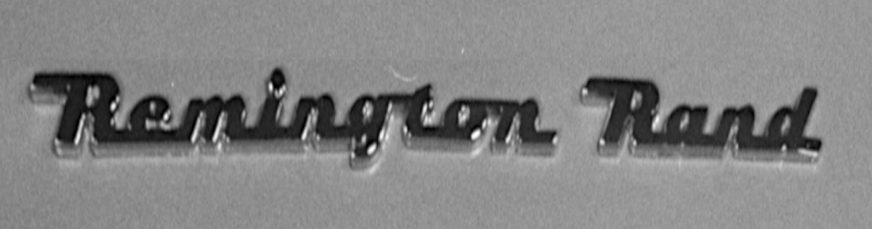

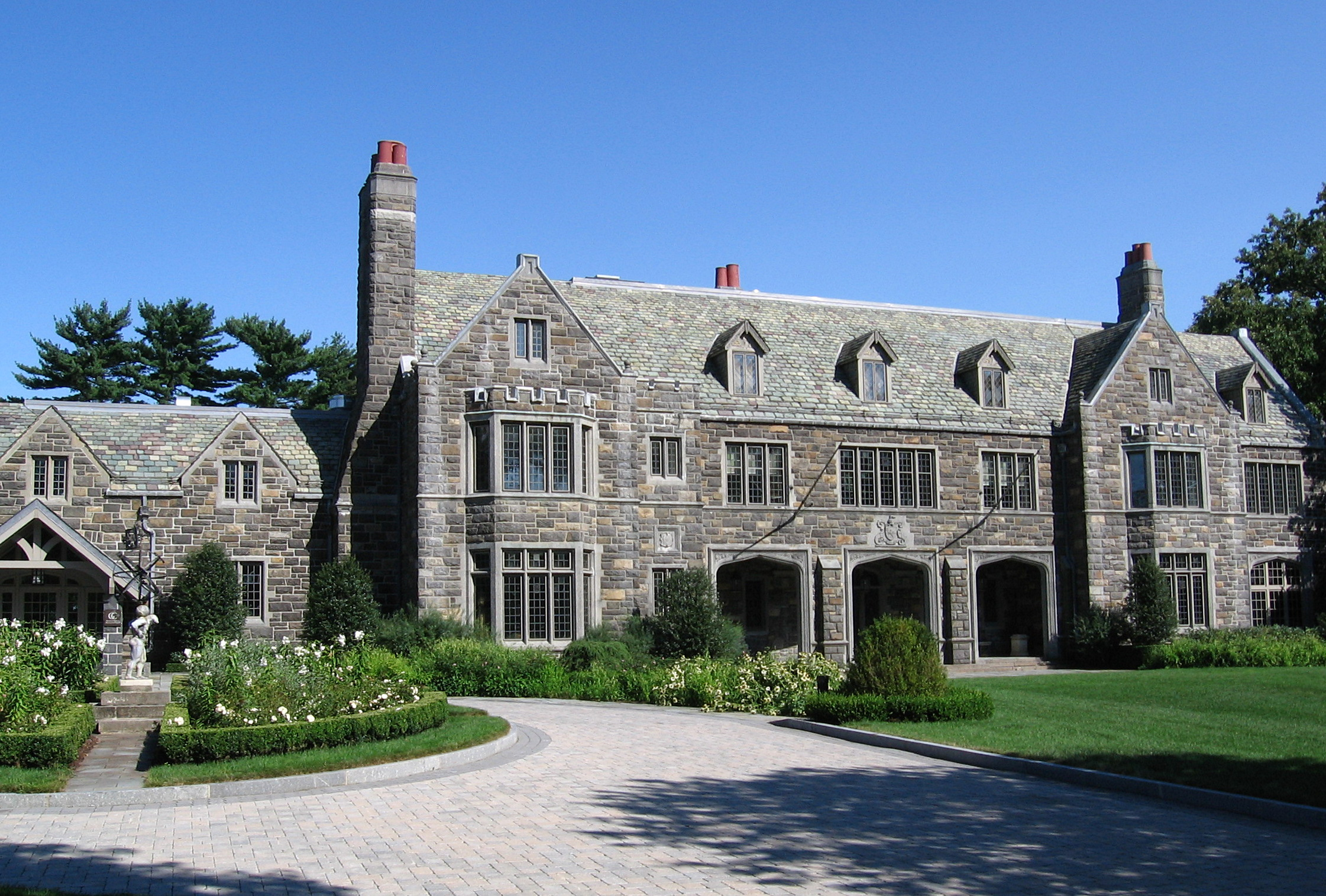
Rock Ledge, propiedad ubicada en Rowayton, Connecticut, sede de la compañía de 1943 a 1964. El general retirado Leslie Groves, que había dirigido el Proyecto Manhattan, fue jefe de i+d durante parte de ese periodo de tiempo.

Remington Rand (1927–1955) fue uno de los primeros fabricantes de máquinas de oficina americano, conocido originalmente como fabricante de máquinas de escribir y más adelante como el fabricante de la línea de mainframes  UNIVAC. Remington Rand era un conglomerado muy diversificado que producía además de otro equipamiento de oficina cosas tan diversas como afeitadoras eléctricas o empacadoras de heno. El edificio Remington Rand en el 315 de Park Avenue Sur de la Ciudad de Nueva York es un rascacielos de 21 pisos completado en 1911.

## Historia

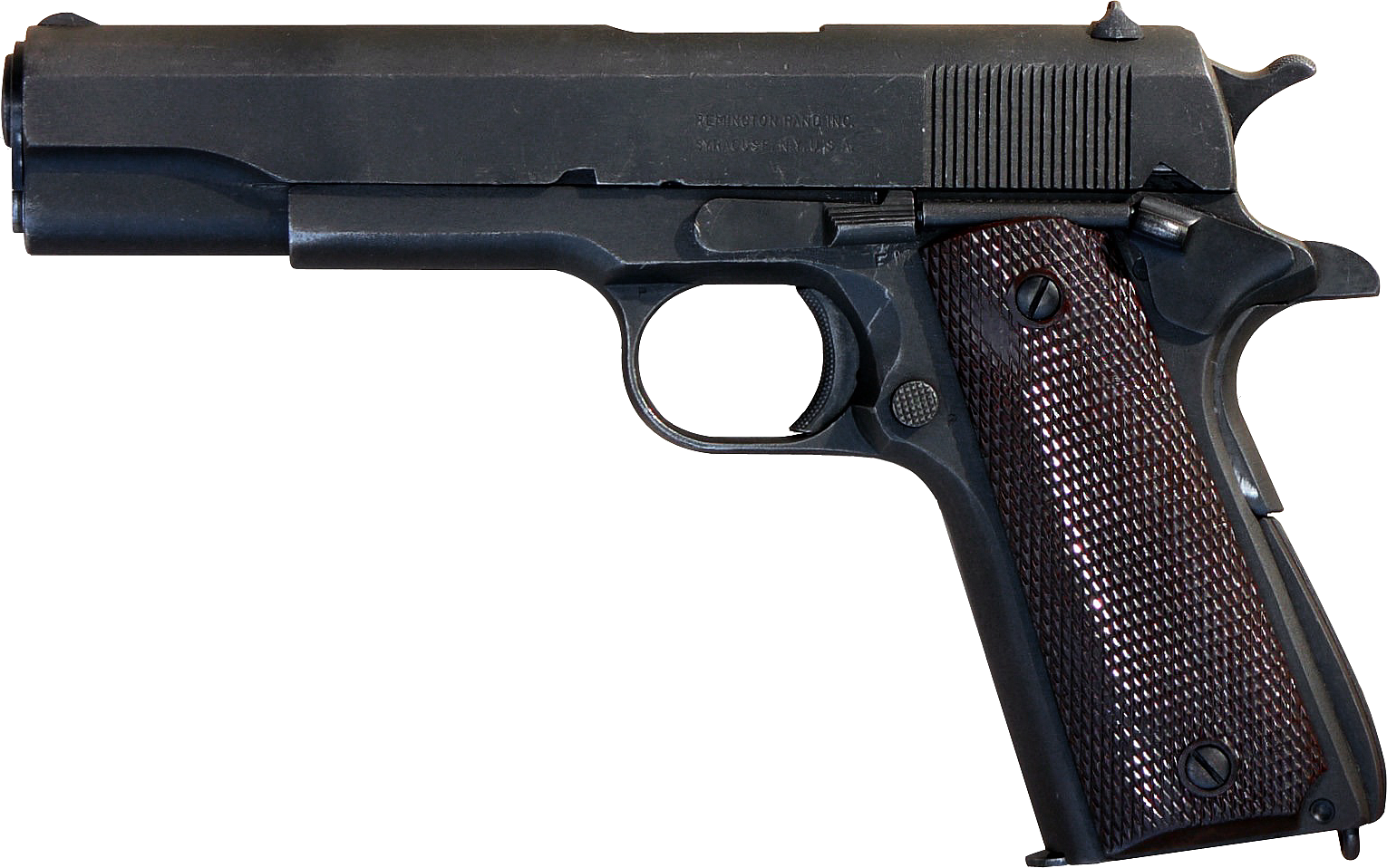
M1911A1 pistola semiautomática militar fabricada por Remington Rand.

Remington Rand se formó en 1927 por la fusión de Remington Typewriter Company y la Rand Kardex Corporation.  Una de sus primeras fábricas, el Herschell–Spillman Motor Company Complex, se incluyó en el Registro Nacional de Lugares Históricos de EE. UU. en 2013.  En su primer año Remington Rand adquirió a la Dalton Adding Machine Company, la Powers Accounting Machine Company, la Baker-Vawter Company, y la Kalamazoo Loose-Leaf Binder Company.
Entre 1942 y 1945 fabricó pistolas semi-automáticas M1911A1 del calibre 0.45 utilizadas por las Fuerzas Armadas de Estados Unidos durante la Segunda Guerra Mundial. Remington Rand produjo más pistolas M1911A1 que cualquiera otro fabricante durante la guerra. Remington Rand se ubicó como la 66.ª entre las empresas de Estados Unidos por el valor de los contratos de producción militar durante la Segunda Guerra Mundial.
En 1950 adquirió la Eckert-Mauchly Computer Corporation, fundada por los fabricantes del ENIAC, y en 1952, adquirieron Engineering Research Associates (ERA), ambas pioneros en ordenadores electrónicos. En aquel momento Remington Rand se había convertido en una de las compañías de ordenador más grandes en los Estados Unidos (aunque muy por debajo de IBM, que reinaba con el 70% del mercado).
La Remington Rand fue adquirida por la Sperry Corporation en 1955 para formar una compañía conocida como la Sperry Rand (más tarde acortado a Sperry). El nombre de marca de "Remington Rand" quedó como subdivisión durante varios años. Sperry se fusionó en 1986 con Burroughs para formar Unisys.

## Productos

### Máquinas de escribir

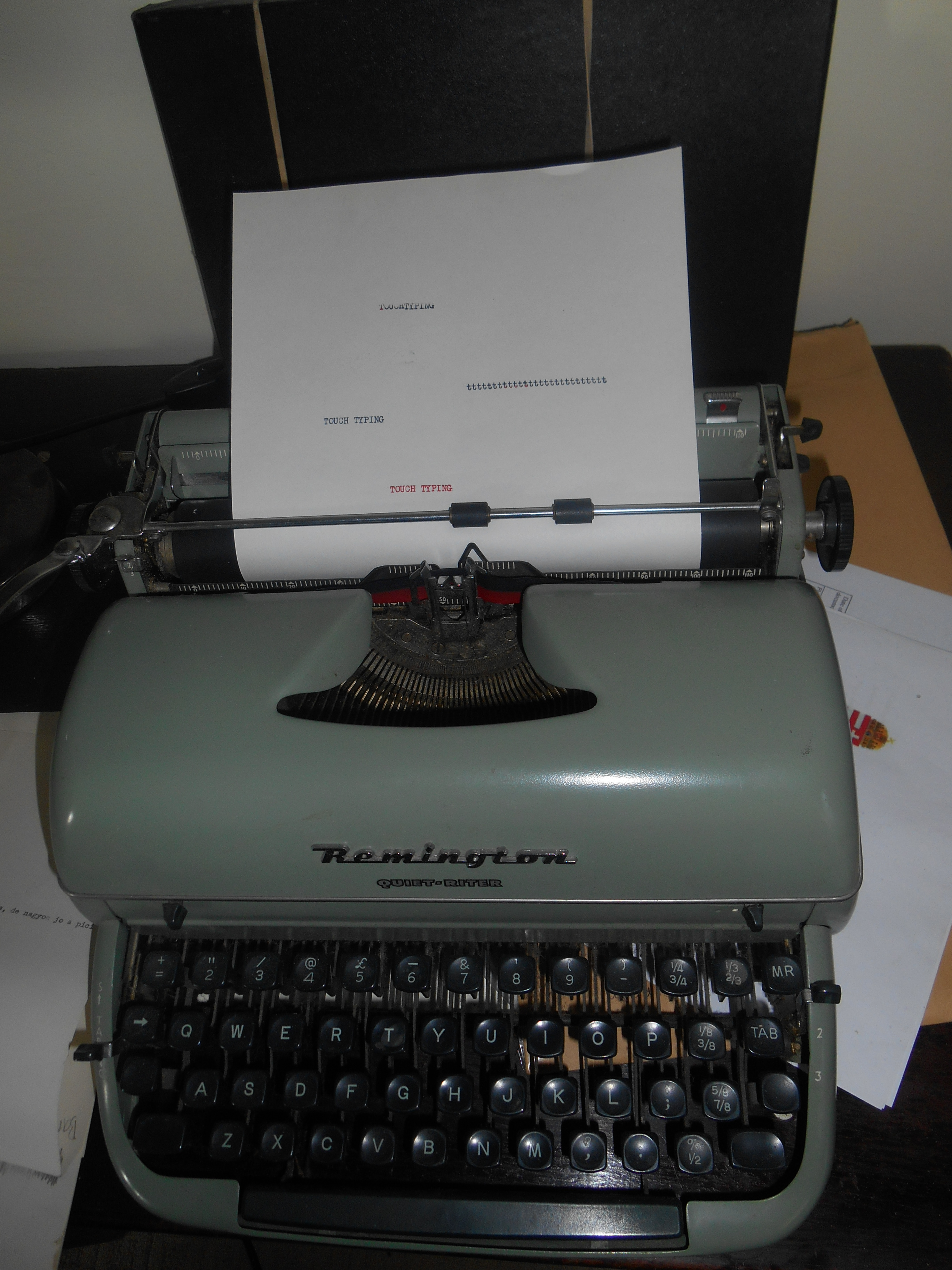
Una Remington "Quiet-Riter" fabricada para el mercado doméstico británico a finales de los años 1950

Inicialmente producidas por E. Remington and Sons, conocido fabricante de armas y de máquinas de coser, las máquinas de escribir de Remington fueron las primeras en utilizar la distribución de teclado QWERTY. Remington había comprado la patente del diseño de Christopher Sholes, y lanzaron en 1873 la Remington No.1. Todas las teclas eran mayúsculas. Remington se convirtió en la Remington Typewriter Company en 1886, y después de la fusión de 1927, en la Remington Rand Corp. donde continuaron la fabricación y venta de máquinas de escribir.

### El UNIVAC
El UNIVAC I (Ordenador Automático Universal I) fue el segundo ordenador comercial fabricado en los Estados Unidos. Fue diseñado principalmente por J. Presper Eckert Y John Mauchly, los creadores del ENIAC. El trabajo de diseño lo comenzaron en su empresa, la Eckert-Mauchly Computer Corporation, y fue completado después de que la compañía fuera adquirida por Remington Rand (esta máquina fue conocida simplemente como "el UNIVAC" hasta que aparecieron sus sucesores, y para diferenciarlos se le denominó UNIVAC I).
El primer UNIVAC fue entregado a la Oficina del Censo de los Estados Unidos el 31 de marzo de 1951, y entró en producción el 14 de junio de ese. La quinta máquina (construida para la Comisión de Energía Atómica de los EE. UU.) fue utilizada por la CBS para pronosticar el resultado de las Elecciones Presidenciales de EE. UU. de 1952. Con una muestra del 1% de la población con derecho a voto pronosticó acertadamente la victoria de Eisenhower.
En 1949 la Remington Rand diseñó la Remington Rand 409, una calculadora de tarjetas perforadas programable por tablero (que no fue introducida como producto hasta 1952 como el UNIVAC 60, y en 1953 como el UNIVAC 120 con el doble de memoria).

### Otros productos
Remington Rand también fabricó máquinas de afeitar eléctricas. La gama de afeitadoras de Remington fue originalmente producida por una división de Remington Rand, comenzando en 1937. Sperry Corporation vendió la división en 1979 a Victor Kiam, quién se convirtió en portavoz de la nueva Remington Products Company. Su anuncio  "me gustó tanto la afeitadora, que compré la compañía" fue uno de los más memorable eslóganes publicitarios de los inicios de los años 1980. Otro eslogan fue "Te afeita como una navaja o te devolvemos el dinero" ayudaron a Remington en las ventas de sus máquinas de afeitar eléctricas. Remington Products fue vendida en 2003 al fabricante de baterías Rayovac, que ahora es Spectrum Brands.
También vendieron sistemas de tarjeta perforada, comenzando en 1928 tras la adquisición de la Powers Accounting Machine Company, negocio que dejó en los años 1950.

## Representación en la cultura popular
La Remington Rand Co. y el edificio Remington Rand fueron descritos como la Knox Co. y el edificio Knox en la primera novela de Richard Yates, Vía revolucionaria (1961).
En 1921 Rand Kardex patrocinó al equipo Tonawanda Kardex all-star de jugadores de fútbol americano de Tonawanda, Nueva York, conocido por haber sido formado en 1916 y entrenado durante toda su existencia por Tam Rose. El equipo se unió a la NFL esa temporada, pero solo jugó una como miembro de la liga.
La novelista y filósofa Ayn Rand dijo que escogió la americanización de su nombre basándose en su máquina de escribir Remington Rand.
En la serie de televisión de los años 1980 Remington Steele, Laura Holt (interpretada por Stephanie Zimbalist) concibe el nombre masculino para el jefe ficticio de su agencia de detectives (interpretado por Pierce Brosnan) a partir de su vieja máquina de escribir Remington y del apellido de un equipo de fútbol americano profesional, los Pittsburgh Steelers.

## Otras referencias
- James M. Utterback (1996). Mastering the dynamics of innovation (en inglés). Harvard Business School Press. ISBN 0-87584-740-4.
- James W. Cortada (2016). Before the Computer: IBM, NCR, Burroughs, and Remington Rand and the Industry They Created, 1865-1956 [Antes del ordenador: IBM, NCR, Burroughs, Remington Rand y la industria que crearon, 1865-1956] (en inglés). Estudios de Empresas y Tecnología: Princeton University Press. ISBN 0-691-05045-7.
- «First Business Computer» [El primer ordenador comercial] (en inglés). Sociedad histórica sobre la Remington Rand y sus operaciones en Norwalk, Connecticut. Archivado desde el original el 17 de octubre de 2017. Consultado el 14 de diciembre de 2016.

- Datos: Q1372129
- Multimedia: Remington Rand / Q1372129